# Sematophyllum pectinatum
Sematophyllum pectinatum là một loài Rêu trong họ Sematophyllaceae. Loài này được (Herzog) Schaf.-Verw. miêu tả khoa học đầu tiên năm 1989.